# Lyophyllum gangraenosum
Lyophyllum gangraenosum är en svampart som först beskrevs av Elias Fries, och fick sitt nu gällande namn av Gulden 1991. Lyophyllum gangraenosum ingår i släktet Lyophyllum och familjen Lyophyllaceae.   Inga underarter finns listade i Catalogue of Life.